# Темштица
Темштица или Темска река је река у источној Србији, десна притока реке Нишаве. Река целим током тече у оквирима Србије. Површина слива Темштице је 820 km² и припада црноморском сливу.

## Називи
Темштица се понекад назива и Темском реком или Топлодолском реком по истоименом селу. На топографским картама крупне размере назив Темштица појављује се низводно од саставка Височице и Топлодолске реке (или можда боље речено од ушћа Топлодолске реке у Височицу), а тако је називају и локални мештани.

## Гeографске одлике
Темштица настаје спајањем пет потока у делу Старе планине. Три главна потока се спуштају од више врхова Старе планине: Миџора, Вражје Главе, Браткове Стране, Голе Главе. Дати потоци се спајају код села Топли До као првом насељу на реци.
Темштица је по површини слива од 813,54 km² највећа притока Нишаве. Улива се у њу са десне стране низводно од Пирота, код села Станичења на, на 90-ом речном километру и надморској висини од 334 метра.
Темштица је дугачка 85,16 km. Oд саставка Височице и Топлодолске реке дугачка је 18,2 километaра, док је идући средином акваторије Завојског језера дужина
Височице 66,96 километaра. Пре изградње бране и формирања језера дужина Височице је износила 71,93 km. Височица протиче кроз Србију дужином од 50,18 km, док је дужина тока кроз Бугарску 16,78 km.
После Топлог Дола Темштица усеца клисуру. У оквиру клисуре она прима своју највећу притоку, реку Височицу, са десне стране, на месту Мртвачки мост. Изградњом хидроелектране уз Завојско језеро на Височици количина воде коју Темштица добија од своје главне притоке значајно је смањена. Височица извире на надморска висина извора 1.449 метара, на југозападним падинама Кома (2.016 m н.в) где се сустиче низ сталних водотока. На Бугарским топографским картама размере 1:50000 назив Височица (Височка) јавља се низводно од саставка Брлске реке и Куратске реке. Брлска река је дужа и пространијег слива, а постаје од Сребрне реке која извире јужно од врха Камаре (1915 m н.в) и безименог водотока коме воду даје Камарски Кладенац. Горњи слив Брлске реке изграђен је у кластичним стенама старијег палеозоика, док је горњи слив Куратске реке образован у диоритима млађег палеозоика. Низводно, Височица се пробија клисурастом долином кроз карбонатне седименте тријаса и јуре и код села Комштице шири своју долину у ламинираним кредним пешчарима.
Последњих 15 km Темштица тече кроз долински крај око села Темска и истоименог манастира. Коначно, река се улива у већу Нишаву у селу Станичење.

### Карактеристике слива и притоке
Густина речне мреже у сливу Темштице је 1,68 km/km², што је изнад просека за слив Нишаве, али је велика разлика у појединим деловима слива. Међутим само је 0,76 km/km² (45%) чине стални токови.
Просечна надморска висина слива Темштице је велика и износи 1.098 метара, и по тој висини она се налази на другом месту после Гинске реке.
Слив Темштице одликује се и највећим падовима у сливу Нишаве, тако да у просеку пад терена износи 15,19°.
Једна од карактеристике слива Темштице је и изразита асиметрија у којој:
- Десној страни слива припада 606,63 km² површине слива (74,57%).
- Левој страни слива припада 206,91 km² површине (25,43%).[3]

Објашњење ове појаве лежи у већем пространство југозападне стране Старе планине у односу на североисточне падине Видлича. Оваква географска расподела има за последицу да се све велике притоке уливају са десне долинске стране. То су реке које су своје сливове образовале на Старој планини - Каменичка, Росомачка, Дојкиначка, Белска, Гостушка и Топлодолска река. Низводно треба издвојити још две десне притоке - Рудињску реку и реку Клајчу.
У сливу Темштице јављају се две фазе водног режима, односно два изразита периода колебања протицаја:
- Фаза великих вода на свим хидролошким профилима обухвата период од фебруара до маја, током којег се формира преко 50% годишњих протицаја.
- Фаза малих вода, која обухвата период од јула до октобра, током којег се формира мање од 20% укупног протицаја.[5]

Просечан максимални годишњи протицај Темштице код Станичења је за 29,81 m³/s са тенденцијом пада у односу на претходне историјске периоде. И поред тога, јако велики поплавни таласи се не могу потпуно елиминисати већ само ублажити.

## Значај
Река Темштица представљала је до изградње бране на реци Височици, након Таре и Лима, рибом најбогатију реку источно од Дрине. Њено огромно рибље богатство и лепоте значајно су умањени након изградње поменуте бране којом су воде Височице скренуте и тунелом враћене ка Пироту где се и налазе постројења хидроелектране. Некада велика и моћна река спала је на воде Топлодолске реке и неколико мањих потока који јој се придружују на путу ка уливу у Нишаву.

## Галерија
- Водопад Буковачки До
- Темштица поред Беговог моста
- Макета воденице , пролеће 2022.г.